# Curt von Prittwitz und Gaffron
Bernhard Otto Curt von Prittwitz und Gaffron (né le 16 juillet 1849 au manoir de Sitzmannsdorf, arrondissement d'Ohlau, province de Silésie et mort le 16 février 1922 à Berlin-Wilmersdorf) est un amiral impérial allemand et député de la Chambre des seigneurs de Prusse.
Plus récemment, il est également appelé Kurt (avec un K), mais dans ses papiers personnels et dans les dossiers de ses enfants, il est orthographié Curt (avec un C) en accord avec l'époque.

## Famille

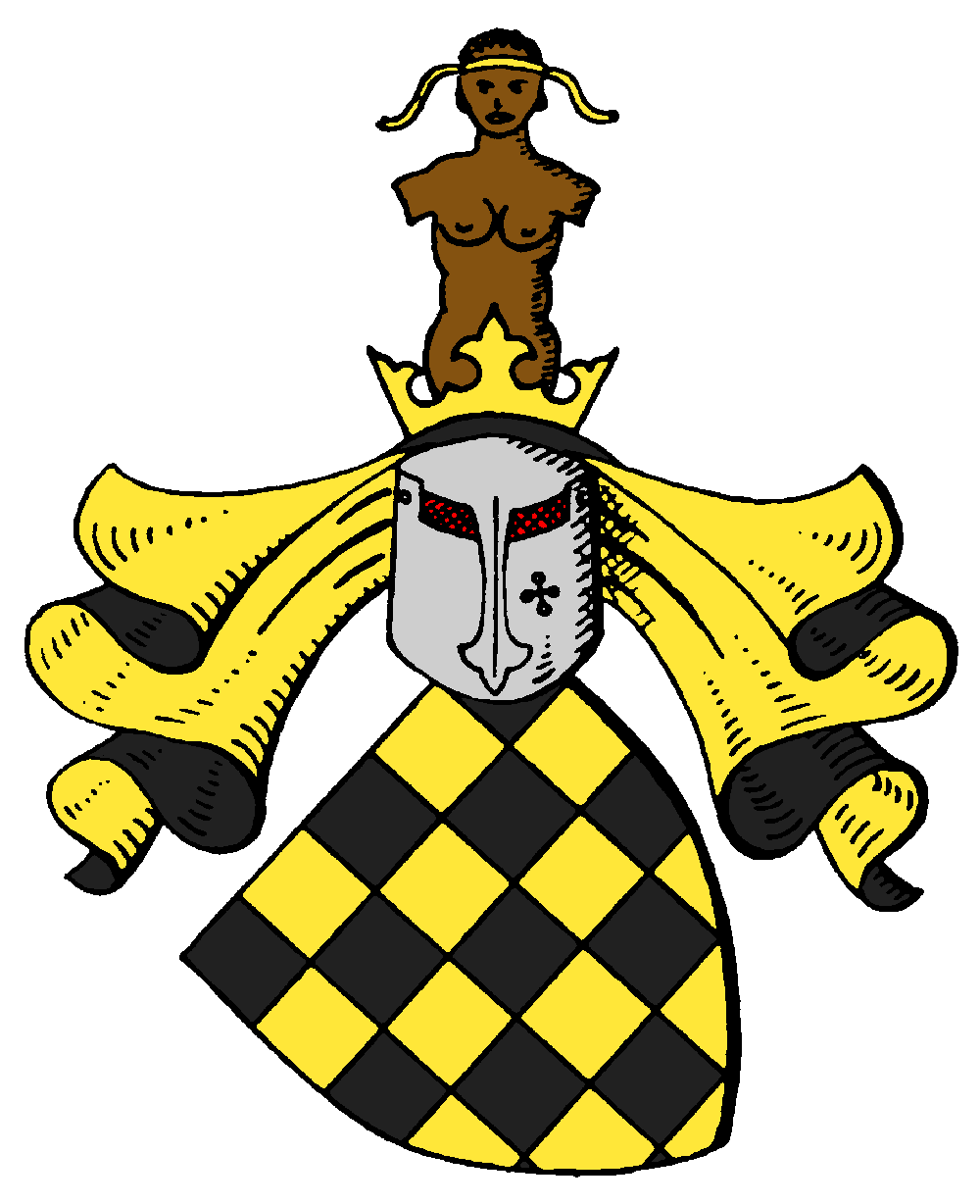
Les armoiries de la famille von Prittwitz und Gaffron

Prittwitz est issu d'une vieille famille noble silésienne largement ramifiée et est le fils de l'ancien de l'État et propriétaire foncier Constantin von Prittwitz, seigneur de Sitzmannsdorf, et Olga von Zitzewitz.
Il se marie en premières noces le 16 juillet 1887, le jour de son 38e anniversaire, à Kaiserswaldau, arrondissement d'Hirschberg, avec Luise von Schönberg (née le 8 octobre 1855 au domaine de Bolmstad, province de Småland, Suède et mort le 10 décembre 1903 à Kiel), la fille du lieutenant royal saxon Hans von Schönberg (1830–1896, branche d'Ober-Reinsberg en Saxe), propriétaire foncier à Bolmstad, et de Camilla Rittner.
De ce premier mariage naissent la fille Agnès (1888-1969), qui épouse le général de division allemand Günther von Dewitz (de) (1885-1940) en 1908, et le fils Heinrich von Prittwitz et Gaffron (1889-1941), lieutenant général allemand et tué en 1941 en tant que commandant de la 15e Panzerdivision à Tobrouk.
En secondes noces, Prittwitz se marie le 5 juin 1906 à Lüben avec Wanda von Uechtritz und Steinkirch (de) (née le 1er mai 1863 au manoir d'Ober-Herzogswaldau, arrondissement de Lüben et morte le 11 juillet 1944 à Lottin, arrondissement de Neustettin, Poméranie), la fille de l'administrateur de l'arrondissement de Lüben et capitaine de cavalerie Ernst Louis von Uechtritz et Steinkirch (1820–1891), propriétaire terrien d'Ober-Herzogswaldau et prévôt du couvent aristocratique de Barschau (arrondissement de Lüben) et d'Olga von Meier (1823-1898).

## Carrière militaire

### Formation

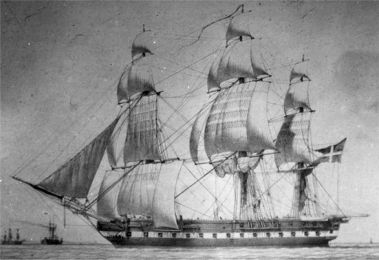
Frégate à voile Gefion (acheté par le Danemark en 1852)

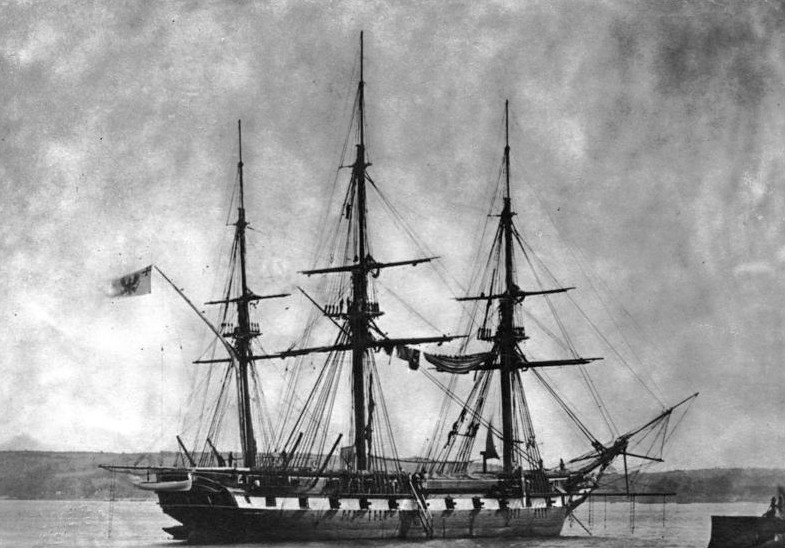
Frégate à voile Thetis (1867) (achetée par l'Angleterre en 1855)

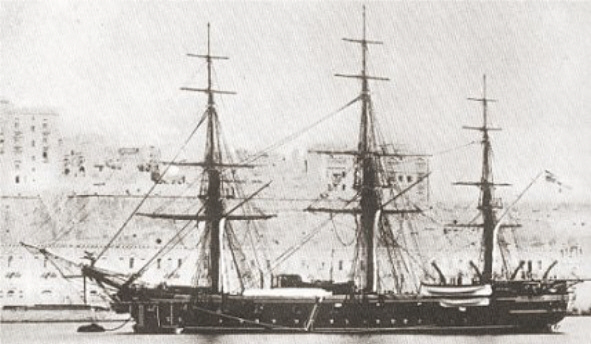
Frégate à voile Vineta

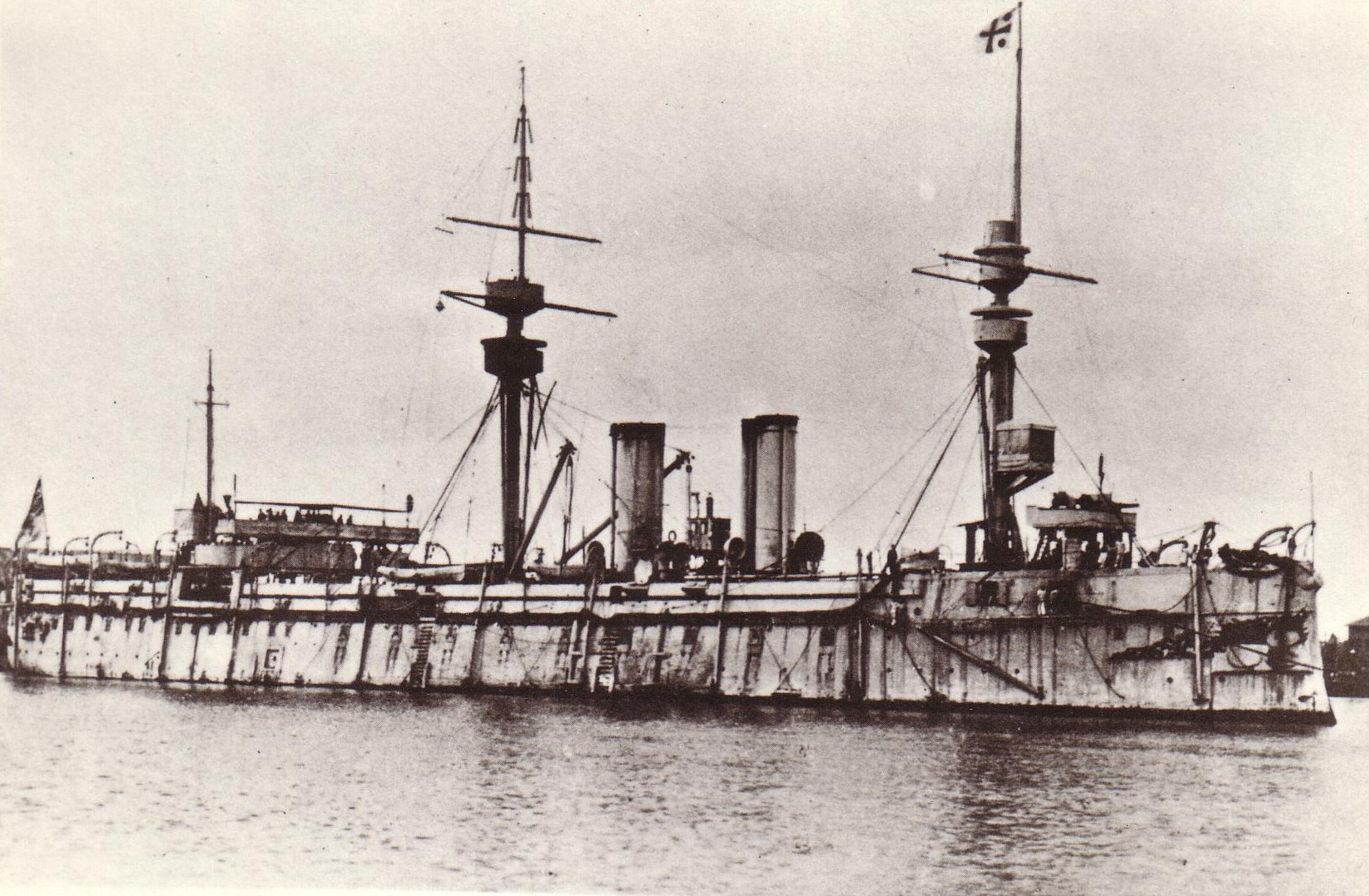
Frégate blindée König Wilhelm

Prittwitz est le deuxième de sept enfants sur le domaine familial de Sitzmannsdorf et y passe également ses premières années. À l'âge de 10 ans, ses parents l'envoient à l'école publique supérieure du chef-lieu d'Ohlau puis au lycée Sainte-Marie-Madeleine de Breslau, qu'il quitte à Pâques 1866 avec son diplôme d'études secondaires.
L'année de la guerre austro-prussienne et probablement inspiré par la construction de la flotte impériale par le prince Adalbert de Prusse, Prittwitz s'engage dans la marine le 21 avril 1866 en tant que cadet dans la marine - contrairement à ses trois frères Carl, Heinrich et Leonhard, qui deviennent officiers dans la Landwehr prussienne et juristes - et reçut, après une courte préparation à terre, sa première formation de marin sur la frégate à voile Gefion à Kiel.
Déjà à l'automne 1866, il effectue son premier grand voyage en mer sur la frégate à voile Niobe vers les Antilles, à l'issue duquel, après neuf mois, il passe un examen démontrant de très bonnes connaissances en navigation et de bonnes connaissances en artillerie, ce qui lui vaut d'être promu cadet de la marine le 27 août 1867.

### Cadet
S'ensuivent plusieurs voyages sur différents navires - en été 1867, à travers la mer Baltique jusqu'à Pillau et Danzig sur les corvettes Hertha et Gazelle, à partir de septembre 1867, un voyage de 10 mois sur la corvette Augusta vers les Antilles et l'Amérique centrale et, après son retour, sur l'aviso Preußischer Adler (de) dans la mer Baltique jusqu'en Finlande. En 1868, il est sur la frégate à voile Thetis et en 1869 sur la frégate blindée Kronprinz. Après encore dix mois à l'école navale de Kiel, il réussit son examen d'officier de marine en juin 1870 et est promu sous-lieutenant (aujourd'hui : lieutenant de vaisseau) le 6 août 1870.

### Sous-lieutenant
Pendant la guerre franco-prussienne, Prittwitz est à bord de la canonnière Habicht (de), engagée dans l'embouchure de l'Elbe en service d'avant-poste contre le blocus de la flotte française. Après un bref commandement à la 1re division de marins, Prittwitz monta le 1er juillet 1871 à bord de la corvette Vineta, qui l'emmène pour la troisième fois aux Indes occidentales et plus loin dans des ports d'Amérique du Nord et du Sud au cours d'un voyage de deux ans. Là, le navire participe à une opération contre la République d'Haïti, qui a refusé de payer les 60 000 marks dus à un commerçant allemand. Ce n'est qu'après l'occupation par les corvettes américaines Union et Mont Organize que ce paiement est effectué.
À son retour, il rejoint le navire-école d'artillerie SMS Renown (de) à Wilhelmshaven durant l'été 1873. À l'automne 1873, il est affecté à l'école navale de Kiel en tant qu'officier d'inspection et y obtient sa licence le 21 août 1873. En décembre 1873, il est promu lieutenant en mer (aujourd'hui : lieutenant en mer). Il interrompt ce commandement en juin 1875 pour une croisière de quatre semaines sur le yacht Grille, avec lequel il effectue également un voyage en mer Baltique à l'automne 1875 et sur lequel l'empereur Guillaume Ier est également invité à bord pendant quelques jours.

### Lieutenant
D'octobre 1875 à septembre 1877, Prittwitz est officier de navigation à bord de la corvette Luise (de), dans laquelle il fait le tour du monde pour la première fois via Rio de Janeiro, le Cap Horn, l'Australie, l'archipel de Sulu et l'Asie de l'Est, puis en revenant par Singapour et Aden. Il suit ensuite trois cours à l'Académie de marine de Kiel de 1877 à 1880. Le 14 mai 1878, il devient lieutenant et après le premier cours à l'Académie d'officier de quart sur la frégate blindée König Wilhelm. C'est là que le 31 mai 1878, lors d'une traversée de la Manche dans la tempête et le brouillard, Prittwitz assiste à la collision de son navire avec la frégate blindée Großer Kurfürst, qui coule ensuite. Après le deuxième cours de l'académie, il devient officier de navigation sur le Kronprinz.

### Capitaine de corvette
Prittwitz entreprend son cinquième grand voyage en octobre 1880 en tant que premier officier sur le Habicht (de), qui est en route vers l'Australie pendant deux ans. Lors du voyage de retour, le Habicht jette l'ancre au large de Port-Saïd pour protéger les intérêts allemands pendant les troubles égyptiens. Quand Alexandrie est encerclée par les Britanniques, Prittwitz occupe le 16 juillet 1882, avec 28 marins, l'hôpital prussien et le consulat général allemand, déjà très endommagés.

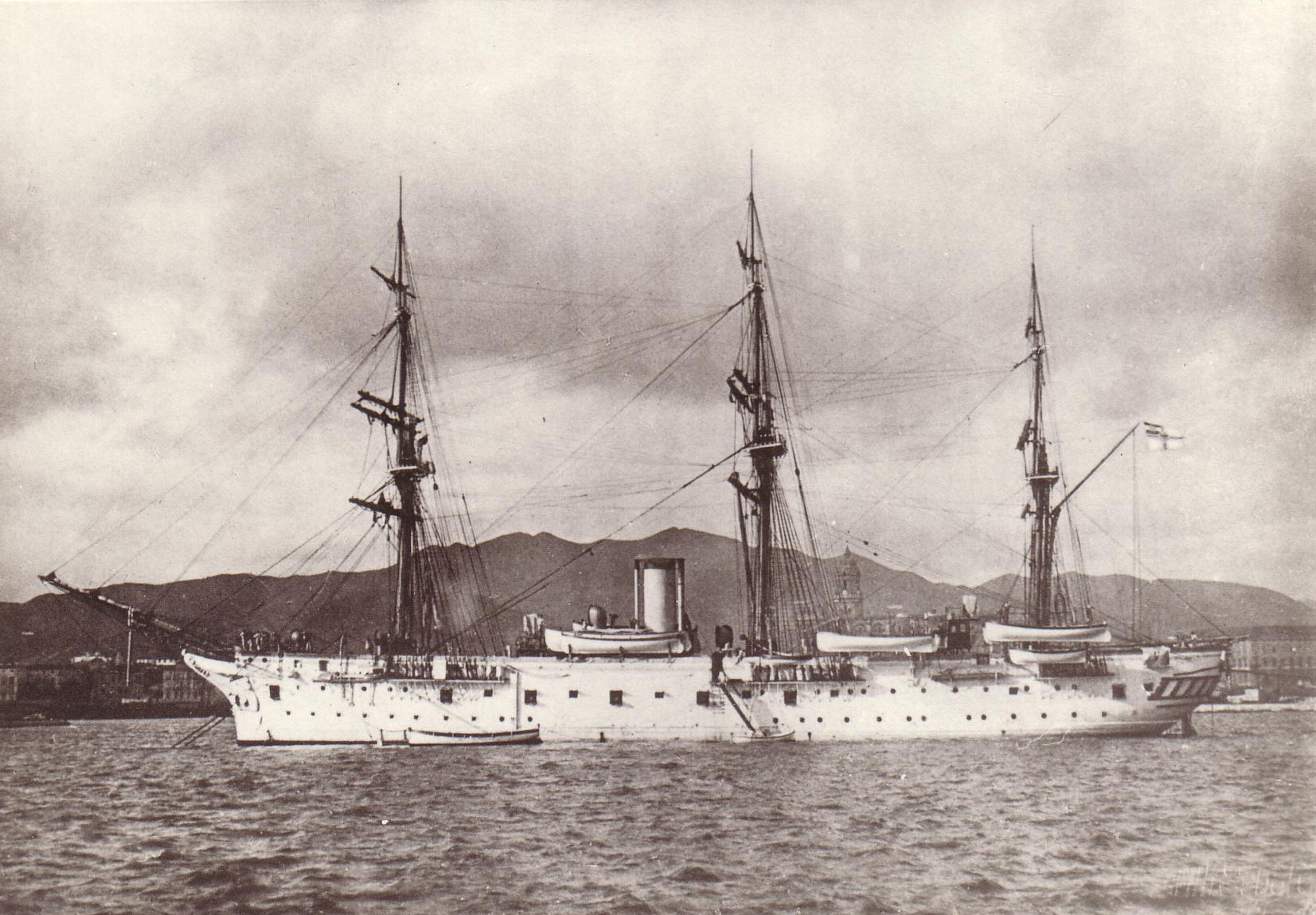
Frégate croiseur Gneisenau

Après son retour, Prittwitz devient adjudant à la station navale de la mer Baltique (de) à Kiel pendant deux ans. À l'automne 1884, il entreprend à nouveau un voyage autour du monde en tant que premier officier sur la frégate croiseur Gneisenau. Le voyage contourne le Cap de Bonne-Espérance jusqu'à Zanzibar puis navigue dans l'Océan Indien et les Mers du Sud. Lors de ce voyage, Prittwitz est promu capitaine de corvette le 15 mars 1885. Durant l'été 1885, le Gneisenau fait partie de l'escadre commandée par le commodore Carl Paschen (de), qui obtient du sultan de Zanzibar la reconnaissance inconditionnelle de la souveraineté protectrice allemande sur l'Afrique orientale allemande.

### Commandant
Un an plus tard, en octobre 1886, Prittwitz devient commandant de la 2e division de la 1re division de marins à Kiel. C'est là qu'il se marie le jour de son 38e anniversaire. En août 1888, sa fille Agnes vient au monde, tandis que son père a un commandement de six mois à la disposition du chef de la station navale de la mer Baltique à Kiel. En avril 1889, Prittwitz reprend toutefois la mer en tant que commandant de l'Alexandrine (de), de sorte qu'il ne peut assister à la naissance de son fils Heinrich, mais se retrouve dans les mers du Sud après la traversée du canal de Suez. En octobre 1889, un corps de débarquement de son navire fait une expédition punitive contre la tribu Tubtus sur la côte nord de Neumecklenburg, où le marchand allemand Hoppe a été assassiné.
En septembre 1890, Prittwitz est rappelé chez lui : il est nommé chef d'état-major de la station navale de la mer du Nord (de) à Wilhelmshaven. Le 17 mars 1891, il devient capitaine, participe aux manœuvres navales en 1891 et 1892 en tant qu'arbitre et, en 1892, dirige un voyage d'entraînement du personnel de l'Amirauté sur le yacht Grille.

### Capitaine de vaisseau
Le 1er octobre 1892, Prittwitz reçoit le commandement du vaisseau amiral de la marine allemande, la frégate blindée König Wilhelm. Avec lui, il sillonne les eaux allemandes pendant deux ans et effectue des voyages en Norvège, dans les Orcades et en Écosse.
Il exerce ensuite un autre commandement à terre en tant que chef du bureau hydrographique du bureau de la Marine impériale (de), où il dirige le département nautique à partir de 1893, à Berlin, jusqu'à ce qu'il soit nommé commandant du cuirassé Wörth, un navire de la toute nouvelle classe Brandenburg. C'est un honneur pour Prittwitz de se voir confier à deux reprises le commandement du navire le plus performant et le plus puissant de son époque. En tant que commandant du Wörth, il est basé à Wilhelmshaven et visite également des ports en Russie, en Norvège, en Irlande et en Écosse lors de voyages d'entraînement dans la mer du Nord et la mer Baltique.
Son poste suivant le conduit en octobre 1898 à Dantzig en tant que directeur en chef du chantier naval impérial, où il est promu contre-amiral le 13 novembre 1899. À Dantzig, Prittwitz reçoit chez lui l'empereur Guillaume II en tant qu'invité privé.

### Contre-amiral

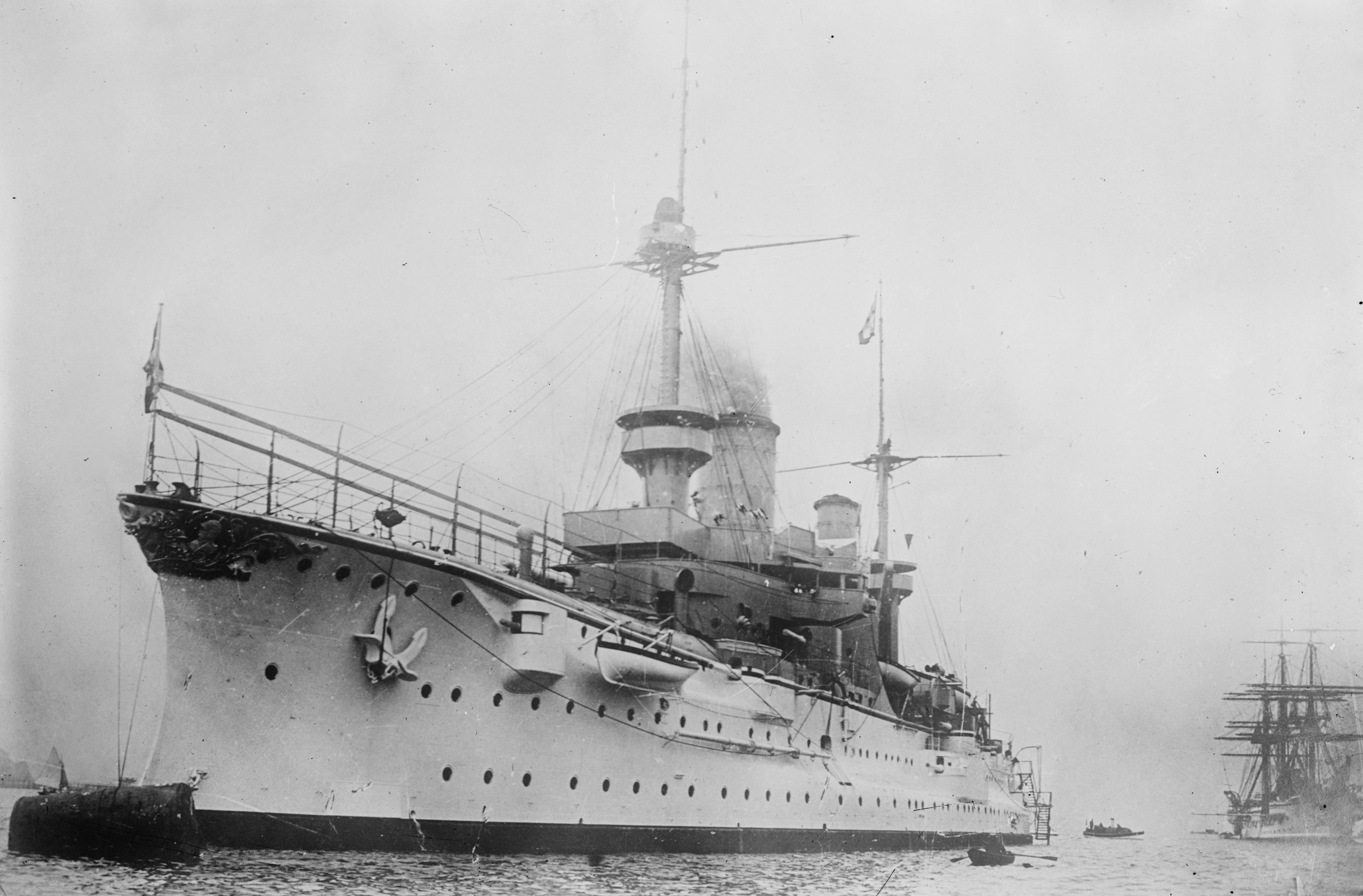
Cuirassé Fürst Bismarck

Les années suivantes sont à nouveau marquées par de fréquents changements et promotions : à l'automne 1901, il devient 2e amiral de la 1re escadre à Kiel et partit en Norvège avec leKurfürst Friedrich Wilhelm. En 1902, il arrive à Wilhelmshaven en tant qu'inspecteur de la 2e inspection de la marine et, le 1er octobre 1903, il reçoit sa nomination de chef de l'escadre de croiseurs stationnée en Extrême-Orient avec le croiseur cuirassé Fürst Bismarck comme vaisseau amiral.
Le 10 décembre 1903, alors que Prittwitz vient de partir pour l'Asie de l'Est avec son escadre, sa femme décède à Kiel des suites d'une occlusion intestinale ; il n'est guère possible de prendre contact avec son mari, d'autant plus que la guerre russo-japonaise rend les choses encore plus difficiles. Le prince Henri de Prusse et la princesse Irène veulent prendre en charge les deux enfants, mais ceux-ci sont pris en charge de manière privée.

### Vice-amiral
Le 27 janvier 1904, jour de l'anniversaire de l'empereur, Prittwitz devient vice-amiral et - entre-temps, il s'est rendu avec son escadre à Chemulpo (aujourd'hui Incheon, Corée du Sud) en septembre 1904 (connu de la bataille de Chemulpo) - est rappelé d'Asie orientale l'année suivante, en 1905. Il doit entreprendre son voyage de retour à bord du paquebot postal Sachsen, car le chemin de fer transsibérien n'est toujours pas utilisable pour lui, même après la fin de la guerre contre le Japon (traité de Portsmouth du 5 septembre 1905).
À Kiel, Prittwitz reste presque un an à la disposition du chef de la station navale de la mer Baltique, l'amiral Henri de Prusse. Pendant cette période, Prittwitz se marie pour la deuxième fois le 5 juin 1906 à Lüben.
Fin septembre 1906, pour couronner sa carrière militaire, Prittwitz est nommé chef de la station navale de la mer Baltique et succède ainsi - après le commandement du Wörth et l'escadron d'Asie de l'Est - pour la troisième fois au prince Henri de Prusse. Le 18 mai 1907, il reçoit le brevet d'amiral. Sa maison privée devient le centre de manifestations sociales et l'empereur y est souvent invité.

### Amiral à la suite

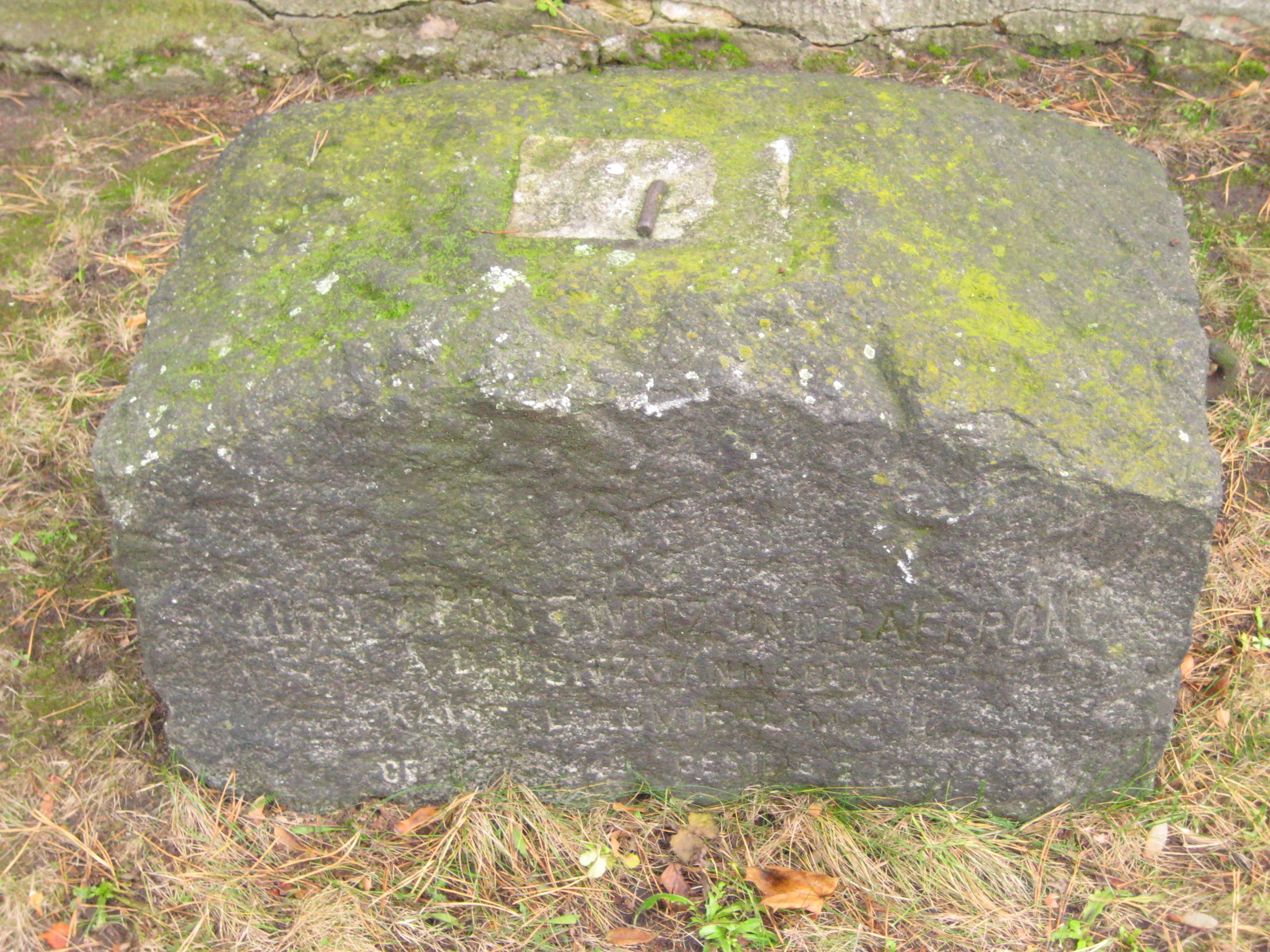
Tombe au cimetière des Invalides à Berlin

En 1910, Prittwitz devient finalement député de la Chambre des seigneurs de Prusse. Le 21 octobre 1910, l'empereur lui accorde son départ en stipulant qu'il doit continuer à figurer dans le classement de la marine à la suite du corps des officiers de marine.
Après sa retraite, il élit domicile à Berlin-Wilmersdorf, Nikolsburger Platz 3. Il meurt le 16 février 1922 des suites d'une jaunisse et est enterré au cimetière des Invalides.

## Personnalité
Prittwitz aimait citer l'amiral hollandais Michiel de Ruyter (1607-1676) sur sa vision du service en tant qu'officier de la marine impériale allemande : « Je ne veux pas que quelqu'un me loue si je fais seulement mon devoir et exécute les ordres comme je le devrais. ." . "
Un manuscrit non publié dit que la politique n'était pas son truc[Quoi ?], mais qu'il "cherchait plus sa voie en agissant qu'en parlant". Il poursuit en disant: «Ses supérieurs et camarades le respectaient pour son excellence en tant qu'officier, . . . . . Il n'était pas un compagnon amusant avec une démonstration d'amabilité. D'autre part, il possédait une grande capacité, que ses subordonnés respectaient en lui ainsi que sa droiture imprenable. En dépit de sa sévérité et de son sérieux, il était inévitable qu'une foule d'anecdotes soient racontées sur sa personnalité, dans lesquelles s'exprimaient ce respect et cette admiration. . . . . Même après avoir quitté le service actif, Prittwitz était respecté et vénéré de tous en raison de ses qualités humaines exceptionnelles et de son tempérament toujours constant.

## Décorations militaires
- Ordre de l'Aigle rouge 3e classe avec couronne[8]
- Grand-Croix avec feuilles de chêne de l'Ordre de l'Aigle rouge
- Ordre royal prussien de la Couronne 1re classe
- Croix de service
- Ordre du mérite militaire royal bavarois 2e classe
- Croix de commandant de 1re classe de l'ordre d'Albert
- Ordre impérial chinois du Double Dragon de 1re classe
- Croix de commandant de 1re classe de l'Ordre royal norvégien de Saint-Olaf
- Ordre impérial et royal russe de Saint Stanislas de 2e classe avec étoile